# 1. FC Bocholt
1. FC Bocholt is een Duitse voetbalclub uit Bocholt, in de deelstaat Noordrijn-Westfalen.

## Geschiedenis
De club werd in 1900 als Bocholter Fußballclub 1900 opgericht. In 1937 fuseerde de club met Ballspielverein 1909 Bocholt en nam de naam Ballspielverein 1900 Bocholt aan. De huidige naam werd in 1946 aangenomen.
De club werd voor het eerst succesvol na WOII, in 1950 promoveerde de club naar de hoogste amateurliga. Bocholt kon dit niveau lang aanhouden en degradaties in 1959 en 1974 hadden een onmiddellijke terugkeer tot gevolg. In 1977 maakte de club voor het eerst de sprong naar het betaalde voetbal, de club eindigde 2de in de stand wat geen recht gaf op promotie, maar de kampioen was het B-elftal van Fortuna Düsseldorf en die konden niet promoveren dus nam Bocholt de plaats in. Na één seizoen in de 2. Bundesliga Nord moest de club weer degraderen.
In 1980 promoveerde de club opnieuw naar de 2. Bundesliga en werd daar 11de. Helaas voor de club werden de twee 2. Bundesliga Nord en Süd samengevoegd in één klasse en een aantal clubs moesten degraderen waaronder Bocholt.
Bocholt liet in 1983/84 weer van zich horen toen de kwartfinale van de DFB-Pokal gehaald werd, daar verloor de club met een krappe 1-2 van het oppermachtige Bayern München. Na 10 jaar in de Oberliga Nordrhein plaatste de club zich voor de nieuw opgerichte Regionalliga dat vanaf dan de 3de klasse was. Tot 1996 kon de club daar spelen en degradeerde dan terug naar de Oberliga Nordrhein. In 2007 degradeerde de club verder naar de Niederrheinliga. In 2014 promoveerde de club weer.

## Bekende (oud-)spelers
- Souhail Belkassem
- Giuseppe Canale
- Grads Fühler
- Guillano Grot
- Simon Terodde
- Roland Wohlfarth